# Мамонтово (Московская область)
Ма́монтово — село в  Богородском городском округе Московской области России.
Население — 1027 чел. (2010).

## Население
| 1859 | 1890 | 1926 | 2002  | 2006  | 2010  |
| ---- | ---- | ---- | ----- | ----- | ----- |
| 169  | ↘84  | ↗322 | ↗1095 | ↗1114 | ↘1027 |

## География
Село Мамонтово расположено на северо-востоке Московской области, в северо-восточной части Ногинского района, примерно в 47 км к востоку от Московской кольцевой автодороги и 12 км к северо-востоку от центра города Ногинска, по правому берегу реки Шерны бассейна Клязьмы.
В 10 км к югу от села проходит Горьковское шоссе М7, в 10 км к западу — Московское малое кольцо А107, в 15 км к востоку — Московское большое кольцо А108. Ближайшие населённые пункты — деревни Гаврилово, Калитино и Следово.
В селе микрорайон Южный, десять улиц — Бирюзовая, Вишнёвая, Горького, Жемчужная, Зелёная, Лесная, Малиновая, Набережная, Солнечная и Финские дома 2, зарегистрировано три садоводческих товарищества (СНТ).
Связано автобусным сообщением со станцией Ногинск Горьковского направления Московской железной дороги (маршруты № 24, 25, 36, 158).

## История
В середине XIX века деревня Мамонтово относилась ко 2-му стану Богородского уезда Московской губернии и принадлежала коллежскому асессору И. И. Лапину.

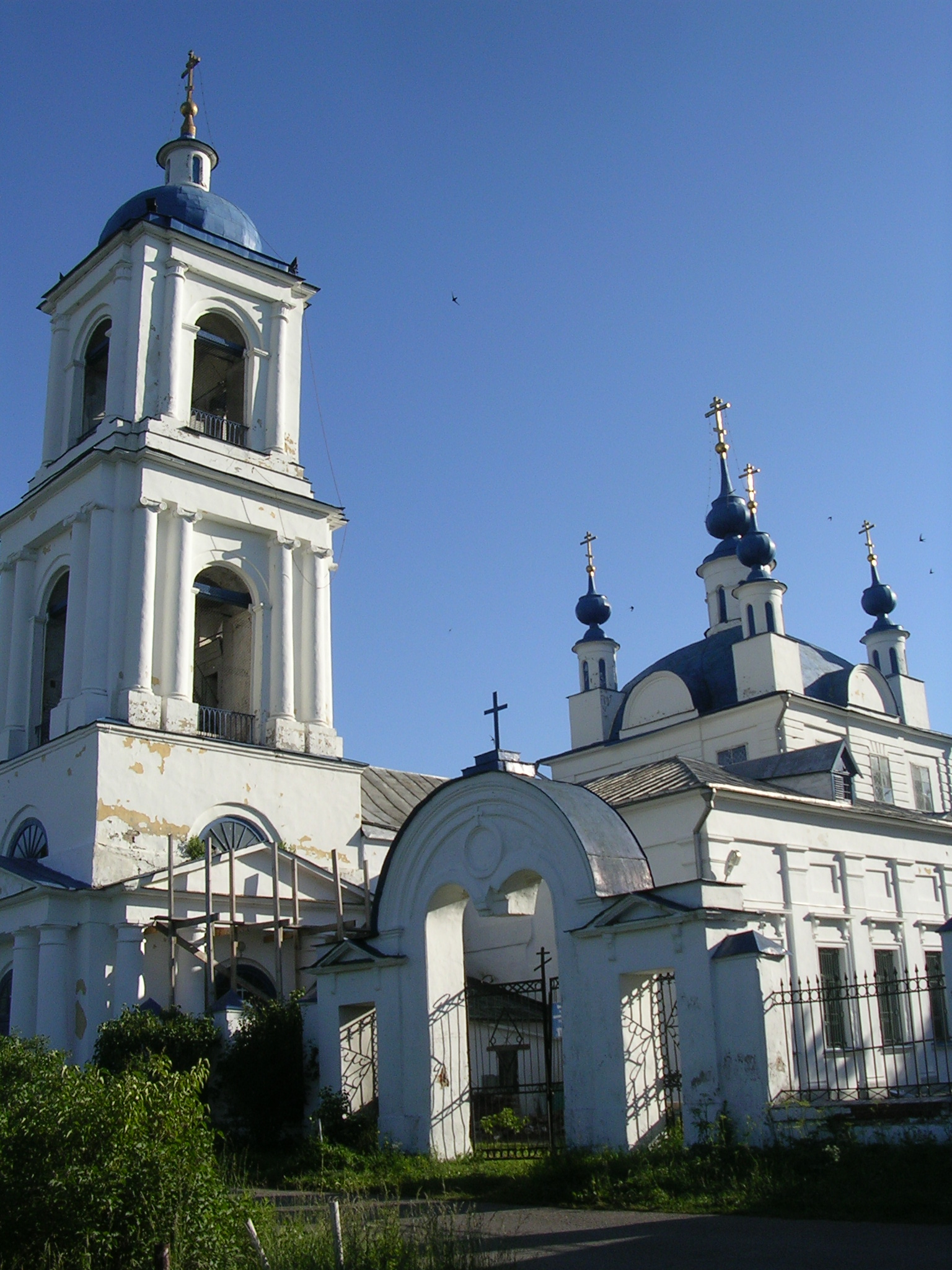
Храм Ильи Пророка

В «Списке населённых мест» 1862 года — владельческая деревня 2-го стана Богородского уезда Московской губернии по левую сторону Владимирского шоссе (от Богородска), в 10 верстах от уездного города и 32 верстах от становой квартиры, при реке Шарне, с 22 дворами и 169 жителями (87 мужчин, 82 женщины).
По данным на 1890 год — деревня Ямкинской волости 3-го стана Богородского уезда с 84 жителями, при деревне работала полушёлковая фабрика крестьянина Якова Белова (8 рабочих).
В 1913 году — 44 двора.
По материалам Всесоюзной переписи населения 1926 года — центр Мамонтовского сельсовета Пригородной волости Богородского уезда в 10,7 км от Глуховского шоссе и 13,9 км от станции Богородск Нижегородской железной дороги, проживало 322 жителя (157 мужчин, 165 женщин), насчитывалось 63 хозяйства, из которых 59 крестьянских, имелась школа 1-й ступени.
С 1929 года — населённый пункт Московской области.
Административно-территориальная принадлежность
1929—1930 гг. — центр Мамонтовского сельсовета Богородского района.
1930—1939, 1959—1963, 1965—1994 гг. — центр Мамонтовского сельсовета Ногинского района.
1939—1954 гг. — деревня Следовского сельсовета Ногинского района.
1954—1959 гг. — деревня Тимковского (до 22.06.1954) и Жилино-Горского сельсоветов Ногинского района.
1963—1965 гг. — центр Мамонтовского сельсовета Орехово-Зуевского укрупнённого сельского района.
1994—2006 гг. — центр Мамонтовского сельского округа Ногинского района.
С 2006 года — административный центр сельского поселения Мамонтовское Ногинского муниципального района.

## Достопримечательности
В селе Мамонтово находится храм Ильи Пророка (1820), входящий в состав Богородского благочиния Московской епархии. Является объектом культурного наследия России, как памятник архитектуры регионального значения.

## Интересные факты
- В Мамонтово в начале 1960-х проходили съёмки нескольких кинофильмов: «Когда деревья были большими» (1961) режиссёра Льва Кулиджанова, «Командировка» (1961) режиссёра Юрия Егорова, «У крутого яра» (1961) режиссёра Киры Муратовой.[27]